# لگگت (کارولینای شمالی)
لگگت (به انگلیسی: Leggett) شهری در ایالت کارولینای شمالی کشور ایالات متحده آمریکا است که جمعیت آن در سرشماری سال ۲۰۱۰ میلادی، ۶۰ نفر بوده‌است.